# Anello E
L'Anello E è uno degli anelli esterni del pianeta Saturno, è stato studiato dalla sonda Cassini nel 2006.
È l'anello più esterno ed è estremamente largo, comincia dall'orbita di Mimas fino all'orbita di Rhea.
È un disco di materiale ghiacciato e polveroso composto da particelle microscopiche. Nel 2006 ci si è accorti che il vulcanismo ghiacciato di Encelado ha fornito materiale d'accrescimento per l'anello.
D'altra parte le incessanti collisioni con Encelado di materiale spaziale e micrometeoriti, producono eiezione ed erosione sulla superficie del satellite e potrebbero essere fra le cause che fanno accrescere l'anello stesso.